# Herohalli
Herohalli là một thị trấn thống kê (census town) của quận Bangalore thuộc bang Karnataka, Ấn Độ.

## Nhân khẩu
Theo điều tra dân số năm 2001 của Ấn Độ, Herohalli có dân số 18.066 người. Phái nam chiếm 53% tổng số dân và phái nữ chiếm 47%. Herohalli có tỷ lệ 72% biết đọc biết viết, cao hơn tỷ lệ trung bình toàn quốc là 59,5%: tỷ lệ cho phái nam là 78%, và tỷ lệ cho phái nữ là 65%. Tại Herohalli, 13% dân số nhỏ hơn 6 tuổi.